# Маршан, Зураб Георгиевич
Зураб Георгиевич Маршан(и) (абх. Зураб Гьаргь-иҧа Маршьан; род. 11 августа 1970, Орджоникидзе СО АССР) — член Правительства Республики Абхазия; министр здравоохранения Республики Абхазии (2005—2014).

## Биография
Родился 11 августа 1970 года в СО АССР в городе Орджоникидзе. Представитель древнего абхазского княжеского рода Маршан.
В 1987 году поступил на педиатрический факультет в Северо-Осетинский государственный медицинский институт во Владикавказе, который окончил в 1993 году.
С 15 февраля по 15 июля 1995 года работал при Северо-Осетинской государственной медицинской академии во Владикавказе по специализации по курсу «Дерматовенерология и профилактика ВИЧ инфекции» на базе Северо-Осетинской ГМА Минздрава РФ.
С 20 октября по 20 ноября 1996 года работал в Северо-Осетинской государственной медицинской академии во Владикавказе по циклу усовершенствования врачей «Заболевания передающиеся половым путём, ВИЧ-инфекция, оппортунистичеcкие заболевания» на базе факультета усовершенствования врачей при Северо-Осетинской ГМА Минздрава РФ.
С июля 1997 по 3 марта 2000 года работал по специальности врач-дерматовенеролог в Республиканском кожно-венерологическом диспансере Минздрава Республики Абхазия.
С 3 марта по 30 июня 2003 года работал в должности главного врача Республики Абхазия.
С 30 июня 2003 по 28 февраля 2005 года исполнял обязанности Заместителя министра здравоохранения Республики Абхазия.
28 февраля 2005 года указом президента Абхазии назначен министром здравоохранения, а при формировании нового кабинета министров, указом президента Абхазии 28 октября 2011 года вновь утверждён в своей должности
15 октября 2014 года отправлен в отставку.

## Семья
Женат. Имеет дочь